# بيترو كاروسو
بيترو كاروسو (مواليد 10 نوفمبر 1899 في مادالوني - توفي في 22 سبتمبر 1944 في روما) كان فاشيًا إيطاليًا ورئيسًا للشرطة الإيطالية خلال المراحل الأخيرة من الحرب العالمية الثانية.
نظم كاروسو، بالتعاون مع هربرت كابلر رئيس جهاز غيستابو الألماني في روما، مجزرة في فوسي أردياتين في 24 مارس 1944 انتقامًا لهجوم شنه أنصار حركة المقاومة الإيطالية في اليوم السابق على صف من الجنود الألمان في روما. قُتل في المذبحة 335 والعديد منهم ينتمون لجماعة مقاومة عسكرية شيوعية. كان أحد الضحايا، ماوريتسيو جيجليو، أحد مساعدي كاروسو، ولكن تم اعتقاله قبل سبعة أيام كعميل سري يعمل مع الحلفاء من خلال مكتب الخدمات الاستراتيجية.
وبعد تحرير إيطاليا من الاحتلال الألماني، حوكم كاروسو لجرائمه العديدة، وحكم عليه بالإعدام في 21 سبتمبر 1944 وأعدم من قبل فرقة إطلاق النار من الشرطة الإيطالية في فناء فورت برافيتا في روما. كما حكمت محكمة العدل العليا على روبرتو أوشييتو، سكرتير كاروسو والمتهم الآخر، بالسجن لمدة 30 عامًا بتهمة التعاون نفسها. لقد استمعت المحكمة العليا المكونة من ثمانية رجال، برئاسة القاضي لورنزو ماروني، إلى المدعي العام ماريو بيرلينجر الذي وصف المتهمَين بأنهما "وحوش متوحشة"، وقد تم إصدار الأحكام بعد ساعتين من المداولات. أصبح منظر كاروسو، الذي حكم عليه بالإعدام من خلال إطلاق النار في ظهره، شاحبًا عندما أعلن ماروني الحكم.

## روابط خارجية
- "Death of a Fascist". Time. 2 أكتوبر 1944. مؤرشف من الأصل في 2020-04-08. اطلع عليه بتاريخ 2008-08-10.
- "the Execution of Pietro Caruso, the Italian Chief of the Fascist Police". باثي نيوز. 22 سبتمبر 1944. مؤرشف من الأصل في 2020-04-08. اطلع عليه بتاريخ 2020-02-19.